# Verteidigungskreiskommando
Verteidigungskreiskommandos (VKK) waren die untersten Kommandobehörden des Territorialheeres der Bundeswehr. Sie waren Verteidigungsbezirkskommandos untergeordnet, die ihrerseits Wehrbereichskommandos unterstellt waren. Nur im Bereich des Wehrbereichskommandos I in Kiel waren die VKK für die längste Zeit ihres Bestehens direkt dem Wehrbereichskommando unterstellt.

## Aufträge und Organisation
Hauptauftrag war die Territoriale Verteidigung in ihrem Verteidigungsbezirk. Der Verteidigungskreis umfasste entsprechend der zivilen Verwaltungsgliederung meist das Gebiet eines oder mehrerer Landkreise und kreisfreier Städte. Den meisten Verteidigungskreiskommandos waren Heimatschutzkompanien als Kern der infanteristisch geprägten Heimatschutztruppe unterstellt. Den meisten Verteidigungskreiskommandos waren zudem Wehrleit- und Ersatzbataillone als wichtige Dienststellen für das Ersatzwesen unterstellt. Im Frieden wiesen die Verteidigungskreiskommandos nur wenige aktive Soldaten auf. Im Verteidigungsfall sollten die Verteidigungskreiskommandos durch Einberufung von  Reservisten auf eine Größe aufwachsen, die meist etwa einem Bataillon oder einem Regiment des Feldheeres entsprach.

## Geschichte
Die ersten Verteidigungsbezirkskommandos wurden als Teil des Territorialheers Anfang der 1960er-Jahre aufgestellt. 2001 wurde das Territorialheer als Teilbereich des Heeres aufgelöst. Die Verteidigungskreiskommandos wurden bis etwa 2004 aufgelöst. Den in der Streitkräftebasis weiterbestehenden Verteidigungsbezirkskommando wurden stattdessen Kreisverbindungskommandos als Verbindungsstellen zu den Landräten und Oberbürgermeistern unterstellt.

## Bezeichnungssystematik
Die Verteidigungskreiskommandos erhielten die Bezeichnungen Verteidigungskreiskommando XYZ. XYZ war eine dreistellige Nummer. XY war die Nummer des (ursprünglich) übergeordneten Verteidigungsbezirkskommandos. X (1 bis 8) entsprach daher (bis zur grundlegenden Neuorganisation der Wehrbereiche im Jahr 2001) der Nummer des Wehrbereiches, in dem das Verteidigungskreiskommandos (ursprünglich) beheimatet war. Z (1 bis 9) war die Ordnungsnummer des Verteidigungskreiskommandos innerhalb des Verteidigungsbezirkskommandos.